# Vardim Rocks
Die Vardim Rocks (englisch; bulgarisch скали Вардим skali Wardim) sind eine Kette kleiner Inseln und Klippenfelsen im Archipel der Südlichen Shetlandinseln. Vom Devils Point, dem südwestlichen Ausläufer der Byers-Halbinsel auf der Livingston-Insel, trennt sie nach Norden die Meerenge Hell Gates. Zu ihnen gehören Demon Island, Sprite Island und Imp Island.
Britische Wissenschaftler kartierten sie 1968, spanische 1992 und bulgarische in den Jahren 2005, 2009 und 2010. Die bulgarische Kommission für Antarktische Geographische Namen benannte sie 2009 nach der Ortschaft Wardim und einer eponymen Donauinsel im Norden Bulgariens.